# بزنجرد
بزنجرد یا بیژن‌گُرد نام روستایی تاریخی از توابع بخش مرکزی شهرستان خلیل‌آباد در استان خراسان رضوی است. از جاذبه‌های گردشگری آن می‌توان به قلعه بزنجرد اشاره نمود.

## جمعیت
این روستا در دهستان رستاق قرار دارد و برپایهٔ سرشماری عمومی نفوس و مسکن در سال ۱۳۹۵ جمعیت آن ۱٬۲۴۵ نفر (۴۰۲ خانوار) بوده است.